# Neva Milicic Müller
Neva Milicic Müller (Santiago, 18 de febrero de 1943) es una psicóloga infantil chilena, conocida por sus publicaciones de libros para niños así como por su trabajo académico por el que en 2015 fue nombrada Profesora Emérita de la Universidad Católica.

## Biografía
Neva Mililic se tituló de psicóloga el año 1967 en laUniversidad Católica y el mismo año cursó una maestría en Educación en la misma casa de estudios; más tarde, en 1982, se doctoró en Filosofía en la Universidad de Gales.

### Docencia y actividades profesionales
- Trabajó como Psicóloga Infantil en el Servicio de Psiquiatría del Hospital Luis Calvo Mackenna desde 1968 hasta 1974.
- Se desempeñó como profesora titular en el Programa de Educación Especial de la PUC desde 1969 hasta 1982. En 1971, ingresó a la Escuela de Psicología de la misma casa de estudios como docente.
- Fue consejera en el Centro de Investigación y Desarrollo de la Investigación (CIDE) desde 1985 hasta 1992.
- Desde el año 1986, es miembro del Comité Editorial de [International Journal of Especial Education http://www.internationaljournalofspecialeducation.com] (Canadá).
- Fue consultora en la Comisión Nacional de Ciencia y Tecnología (CONICYT) entre 1990 y 1999, en FONDEF, período en el cual se creó el FONDEF de Educación.
- Participó como miembro del Comité Directivo del Doctorado Council Chile, University of College of Wales.
- En agosto de 1994, participó como consultora para UNESCO en la Elaboración de un plan educativo para poblaciones desarraigadas por la violencia.
- Se desempeñó como Subdirectora de Postgrado en la Escuela de Psicología de la Pontificia Universidad Católica de Chile, desde 1995 hasta el año  2000.
- Desde el 2006, es la Directora Alterna el Centro Buen Trato, de la Escuela de Psicología de la Pontificia Universidad Católica de Chile.
- Desde el año 2011, es miembro del Directorio de [CEDETi UC http://cedeti.cl], Centro de Desarrollo de Tecnologías de Inclusión.
- Entre el 2012 y el  2013, fue Directora del Programa Valoras, de la Escuela de Psicología de la Pontificia Universidad Católica de Chile.
- Desde el año 2014 es profesora emérita de la Pontificia Universidad Católica de Chile.

### Cargos Públicos
Desde el año 1995 (bajo el gobierno de Eduardo Frei Ruiz-Tagle) hasta el año 2005 (durante la presidencia de Ricardo Lagos Escobar), se desempeñó como directora de Integra.

## Membresías y Sociedades Científicas
Es parte de los siguientes colectivos:
- International Academy of Learning Disabilities
- Sociedad Chilena de Psicología Clínica
- Colegio de Psicólogos
- International Association of Special Education.

Miembro de las siguientes asociaciones
- Sociedad de Psicólogos Educacionales
- Internacional Reading Association
- Association for Child Psychology and Psychiatry
- International Academy of Research in Learning Disabilities
- Asociación Chilena de Lectura
- Board of International Journal of Special Education

## Premios y reconocimientos
- Psicólogo del año (Colegio de Psicólogos de Chile, 1978)
- Profesor más destacado (Escuela de Psicología PUC, 1991)
- Premio Sergio Yulis (Sociedad Chilena de Psicología Clínica, 1992)
- Miembro honorario (Colegio de Psicólogos de Perú, 1996)
- 100 mujeres líderes (Diario El Mercurio, 2005)
- 100 mujeres líderes (Diario El Mercurio, 2007)
- Premio Protección a la familia y a la infancia (Chilectra, 2009)
- Premio a la Excelencia Académica (Pontificia Universidad Católica de Chile, 2011)[3]
- Reconocimiento al aporte de la Educación Parvularia (Colegio de Educadoras de Párvulos de Chile, 2011)
- 100 mujeres líderes (Diario El Mercurio, 2011)
- Profesora Emérita (Pontificia Universidad Católica de Chile, 2011)
- Premio Mujeres del siglo XXI (Universidad del Pacífico, 2014)
- Premio a la trayectoria de la Investigación Psicológica (Sociedad Científica de Psicología en Chile, 2015)